# پسچانایا (رود)
پسچانایا (به لاتین: Peschanaya) یک رود در روسیه است که در جمهوری آلتای واقع شده‌است.